# Armée tchécoslovaque
L'armée tchécoslovaque est le service militaire chargé de la défense du territoire national créé en 1918 lors de l'indépendance du pays.

## Historique
L'armée s'appuie aussi sur les traditions et personnels des légionnaires tchécoslovaques et austro-hongroise par la Première République.

## Commandement

### 1919 à 1939
(avril 2025).
Chef d'état-major général
| Portrait | Grade               | Chef d'état-major   | Date de prise de poste | Durée            |
| -------- | ------------------- | ------------------- | ---------------------- | ---------------- |
|          | Général de division | Maurice Pellé       | 17 décembre 1919       | 1 an, 14 jours   |
|          | Général de division | Eugène Mittelhauser | 1er janvier 1921       | 4 ans, 364 jours |
|          | General of the Army | Jan Syrový          | 1er janvier 1926       | 7 ans, 314 jours |
|          | General of the Army | Ludvík Krejčí       | 11 novembre 1933       | 4 ans, 316 jours |
|          | Brigadier General   | Kajdoš, Vladimír    | 23 septembre 1938      | 11 jours         |
|          | General of the Army | Ludvík Krejčí       | 20 décembre 1938       | 71 jours         |

Commandant en chef des forces armées
| Portrait | Grade               | Commandant en chef des forces armées | Date de prise de poste | Durée    |
| -------- | ------------------- | ------------------------------------ | ---------------------- | -------- |
|          | General of the Army | Ludvík Krejčí                        | 20 décembre 1938       | 88 jours |

### Gouvernement provisoire tchécoslovaque
| Portrait | Grade               | Chef d'état-major | Date de prise de poste | Durée           |
| -------- | ------------------- | ----------------- | ---------------------- | --------------- |
|          | Brigadier General   | Bedřich Neumann   | 1er février 1940       | 88 jours        |
|          | Brigadier General   | Jaroslav Čihák    | 23 juillet 1940        | 174 jours       |
|          | Brigadier General   | Bruno Sklenovsky  | 13 janvier 1941        | 4 ans, 89 jours |
|          | General of the Army | Sergěj Ingr       | 19 septembre 1944      | 198 jours       |
|          | General of the Army | Ludvík Svoboda    | 12 avril 1945          | 263 jours       |

### Troisième République (Tchécoslovaquie)
| Portrait | Grade               | Chef d'état-major | Date de prise de poste | Durée            |
| -------- | ------------------- | ----------------- | ---------------------- | ---------------- |
|          | General of the Army | Boček, Bohumil    | 12 avril 1945          | 3 ans, 142 jours |
|          | General of the Army | Šimon Drgáč       | 1er août 1948          | 1 an, 237 jours  |

### République socialiste tchécoslovaque
| Portrait | Grade               | Chef d'état-major  | Date de prise de poste | Durée             |
| -------- | ------------------- | ------------------ | ---------------------- | ----------------- |
|          | General of the Army | Jaroslav Procházka | 26 avril 1950          | 1 an, 280 jours   |
|          | Colonel General     | Václav Kratochvíl  | 31 janvier 1952        | 6 ans, 178 jours  |
|          | General of the Army | Otakar Rytíř       | 28 juillet 1958        | 9 ans, 266 jours  |
|          | Colonel General     | Karel Rusov        | 19 avril 1968          | 11 ans, 221 jours |
|          | Colonel General     | Miloslav Blahník   | 26 novembre 1979       | 7 ans, 321 jours  |
|          | Colonel General     | Miroslav Vacek     | 13 octobre 1987        | 2 ans, 75 jours   |
|          | Lieutenant General  | Anton Slimák       | 27 décembre 1989       | 77 jours          |

### République fédérale tchèque et slovaque
| Portrait | Grade              | Chef d'état-major | Date de prise de poste | Durée           |
| -------- | ------------------ | ----------------- | ---------------------- | --------------- |
|          | Lieutenant General | Anton Slimák      | 14 mars 1990           | 1 an, 48 jours  |
|          | Lieutenant General | Karel Pezl        | 1er mai 1991           | 1 an, 244 jours |

## Équipement

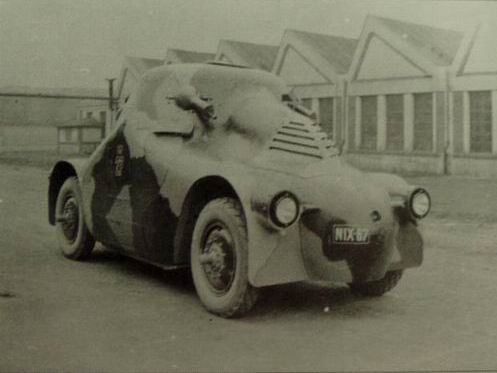
Automitrailleuse de 1925.
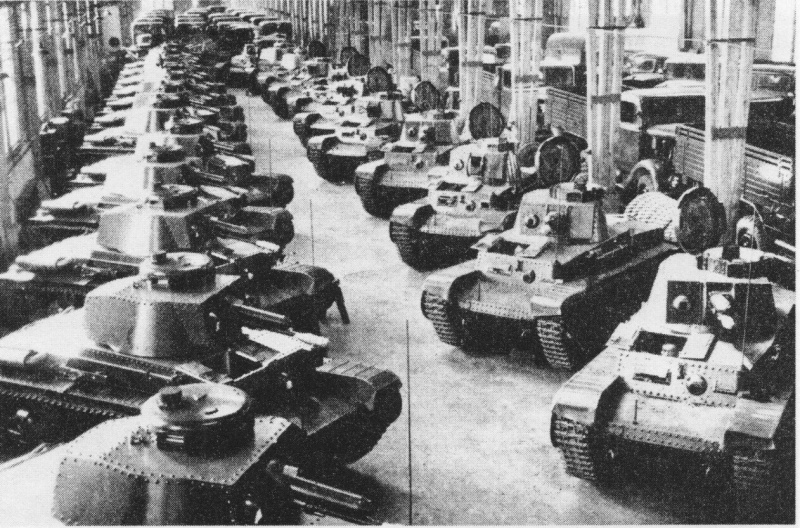
LT vz 35 des forces terrestres tchèque en 1938.
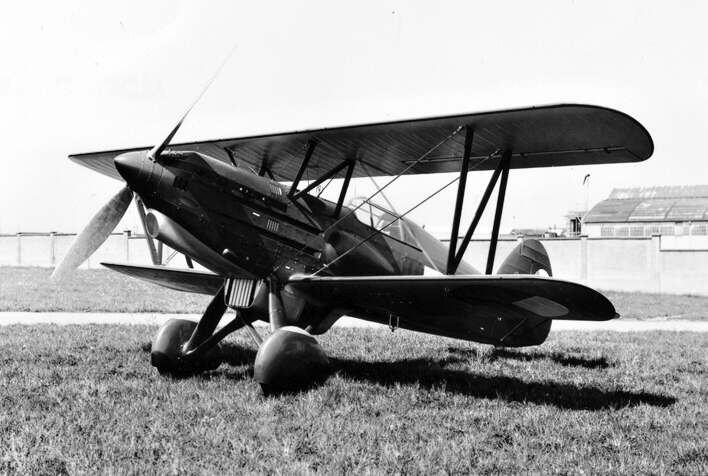
L'Avia B.534.

## Déploiements
Elle a participé à la Guerre polono-tchécoslovaque, la guerre hongro-tchécoslovaque, la Seconde Guerre mondiale et la Guerre de Corée.